# 국가신토

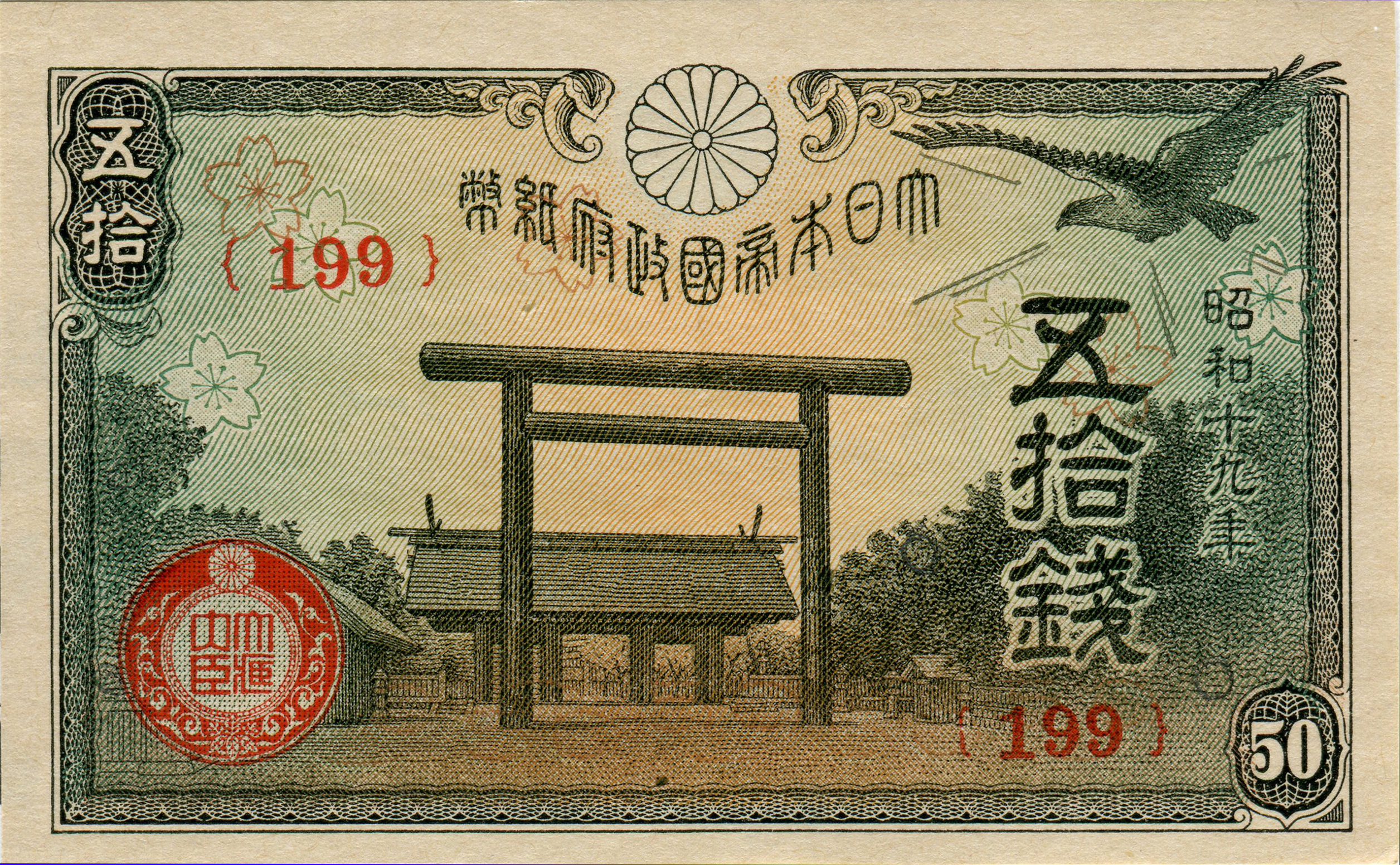
야스쿠니 신사 사진(50센)

국가신토(일본어: 国家神道 곳카신토[*])는 일본 제국 정부의 황국사관 정책에 의해 성립되었던 국가주의 정책 중 하나였다. 당시 일본 제국은 신토를 제국의 정책에 맞도록 변화시켰다. 국체신토(國體神道)라고도 한다.
국가신토에서 제외된 신토는 교파신토(敎派神道)로 분류되었다.
국가신토 및 일본 패망 이후 온건화된 후신 등을 합쳐 신사신토(神社神道)라고 부른다.

## 같이 보기
- 신기원(神祇院)
- 일본 내무성 신사국
- 어진영